# Sistema de casas
El sistema de casas es una característica tradicional de las escuelas británicas y de las escuelas en las excolonias británicas, similar al sistema de colegios mayores de las universidades.
Históricamente se asoció a las escuelas públicas, donde bajo el término de «casa» se le conocía a una pensión o dormitorio de un internado. La famosa escuela Bischop Cotton School en (Shimla, India), fundada el 28 de julio de 1859, fue una de las primeras escuelas públicas en el mundo que inició e implementó la idea del sistema de casas como sistema para organizar juegos y deportes en las escuelas públicas como parte de sus actividades cotidianas cocurriculares, junto con otras famosas escuelas públicas en Inglaterra.

## Historia
Históricamente se refería a las escuelas públicas (en el sentido británico del término), donde una 'casa' era una casa de pupilos o dormitorios de una escuela de pupilos. Sin embargo en el caso de escuelas donde los niños regresan a sus hogares, la palabra 'casa' se refiere a un grupo de alumnos, no a un edificio en particular. El sistema de casas ha sido algo muy común en el sector público a lo largo de muchos años en Inglaterra.

## Organización
Los alumnos se encuentran divididos en un determinado número de casas (cada alumno es asignado a una casa). Las casas a menudo poseen el nombre de santos, exalumnos famosos  o temas regionales importantes (por ejemplo, en escuelas internacionales, las casas son nombradas a veces en honor a personalidades famosas locales). En escuelas primarias a veces se utilizan nombres de animales o colores, o combinaciones de ambos.
Los alumnos pueden ser asignados a las casas en forma aleatoria, o utilizando sus nombres o apellidos o sus habilidades, con la finalidad de que las fortalezas de las distintas casas sean equilibradas y así incrementar la competencia. Sin embargo, tradicionalmente, una vez que un alumno ha sido asignado a una casa, todos sus hermanos y hermanas menores serán automáticamente asignados a dicha casa cuando se incorporen a la escuela. (Esta tradición se extiende a veces a los hijos de exalumnos).
Hoy, en las escuelas que no poseen pupilos, el sistema de casas existe principalmente para promover la competición y sentido de pertenencia. El día de competencias escolares tradicional en las escuelas británicas, es principalmente una competición entre las Casas. Las competencias de debate y las campañas de recolección de fondos para caridad a menudo son organizadas utilizando el sistema de casas. A veces se asignan puntos a las casas por logros académicos y conductas meritorias de algunos de sus miembros.

## Pastoral
El sistema de casas existe para proporcionar un lugar para la atención pastoral de los estudiantes. En un mundo con padres demasiado ocupados cada vez más los niños requieren que las escuelas puedan ocuparse de sus necesidades básicas: físicas, sociales y emocionales. Este aprendizaje sólo puede lograrse cuando estas necesidades están siendo satisfechas, así que es natural para el sistema de casas poder ofrecer esta atención. Tradicionalmente, la necesidad era sólo con los alumnos internos, de ahí la historia del "sistema de casas", pero los estudiantes, hoy en día siguen teniendo esas mismas necesidades.

## Otros usos
El término "sistema de casas" se utiliza también para referirse a los hogares universitarios, que se encuentran en algunos colegios y universidades, tales como Caltech, Universidad de Yale, Universidad de Harvard, y, Universidad de Chicago. Estos hogares universitarios usan los mismos parámetros que la Universidad de Oxford y Universidades de Cambridge en el Reino Unido, que tiene a su vez muchas similitudes con los "sistema de casas" de escuelas secundarias británicas.

## Conciencia en otros países
El sistema de casas ha ocupado un lugar destacado en la historia de las escuelas ya que popularizó este sistema, incluso en países donde este sistema no existe. Los traductores de ediciones extranjeras de libros tenían dificultades para la traducción del sistema de casas,en algunos países como Rusia por ejemplo: porque no había ni una palabra adecuada que pudiera transmitir la importancia de pertenecer a un sistema de casas. "la lealtad y el orgullo que debían sentir por los premios ganados en su escuela".